# Conseil régional de Marrakech-Safi
Avenue Al Mssalla, Marrakech.
Le conseil régional de Marrakech-Safi est l'assemblée délibérante de la région marocaine Marrakech-Safi, collectivité territoriale décentralisée agissant sur le territoire régional. Il est composé de 75 conseillers régionaux élus pour 6 ans au suffrage universel direct et présidé par Samir Goudar depuis 2021.

## Siège
Le Conseil régional de Marrakech-Safi se trouve dans l'avenue Al Mssalla de Marrakech.

## Présidents
| Période   | Président | Président         | Parti | Parti |
| --------- | --------- | ----------------- | ----- | ----- |
| 2015-2021 |           | Ahmed Akhchichine |       | PAM   |
| 2021-     |           | Samir Goudar      |       | PAM   |